# Karoline Dyhre Breivang
Karoline Dyhre Breivang (Oslo, 10 de maio de 1980) é uma handebolista profissional norueguesa, bicampeã olímpica.